# Visuddhimagga
Visuddhimagga ( Pali: reningens väg), är den "stora avhandlingen" om Theravadas buddhistiska lära skriven av Buddhaghosa ungefär 430 e. Kr. i Sri Lanka. Den är ett omfattande manuellt kondensat och systematiserar de teoretiska och praktiska momenten i Buddhas lära som de förstås av de äldste i Mahaviharaklostret i Anuradhapura, Sri Lanka. Den beskrivs som "navet i en komplett och konsekvent metod för utläggning av Tipitaka, med hjälp av den s. k. "Abhidhammametoden". Den innehåller också detaljerade praktiska anvisningar för att utveckla rening i sinnet." Den anses vara den viktigaste Theravadatexten utanför Tipitaka kanons skrifter.
Visuddhimaggas struktur är baserad på Ratha-Vinita Sutta, som beskriver utvecklingen från disciplinens renhet till slutdestinationen av nibbana i sju steg.

## Sammanfattning
Visuddhimagga består av tre sektioner som diskuterar: 
1) sila (etik eller disciplin), 2) Samadhi (meditativ koncentration), 3) Panna (förståelse eller visdom).
- Den första delen (del 1) förklarar reglerna för disciplin, och metoden för att hitta rätt tid för att träna, eller hur man ska finna en bra lärare.
- Den andra delen (del 2) beskriver Samathas övning, objekt för objekt (se Kammatthana för listan över de fyrtio traditionella objekten). Den nämner olika stadier av koncentration.
- Den tredje delen (del 3-7) är en beskrivning av de fem skandhas (aggregat), ayatanas de Fyra Ädla Sanningarna, beroende uppkomst (Pratitya-samutpada), och övningen vipassana genom utveckling av visdom. Den betonar framväxten av olika former av kunskap på grund av övning. Denna del beskriver en stor analytisk insats specifik för buddhistisk filosofi.

## Sju stadier av rening
Denna jämförelse mellan praktik och "sju steg av kamp" pekar på målet. Varje steg av renhet krävs för att uppnå nästa. De är ofta kallade "sju stadier av rening" (satta-visuddhi): 
1. Rening av vandel (sila-visuddhi)
2. Rening av sinnet (citta-visuddhi)
3. Rening av syn (ditthi-visuddhi)
4. Rening genom att övervinna tvivel (kankha-vitarana-visuddhi)
5. Rening genom kunskap och vision om vad som är rätt väg eller ej (maggamagga-ñanadassana-visuddhi)
6. Rening genom kunskap och vision om sättet för utövande (patipada-ñanadassana-visuddhi)
  1. Kunskap om betraktande av uppgång och fall (udayabbayanupassana-nana)
  2. Kunskap om betraktande av upplösning (bhanganupassana-nana)
  3. Kunskap om utseende som terror (bhayatupatthana-nana)
  4. Kunskap om betraktande av fara (adinavanupassana-nana)
  5. Kunskap om betraktande av lidelsefrihet (nibbidanupassana-nana)
  6. Kunskap om längtan efter befrielse (muncitukamyata-nana)
  7. Kunskap om betraktande av eftertanke (patisankhanupassana-nana)
  8. Kunskap om jämnmod om formationer (sankharupekka-nana)
  9. Överensstämmelsekunskap (anuloma-nana)

1. Rening av Kunskap och Vision (ñanadassana-visuddhi)

"Rening av kunskap och vision" är kulmen på utövande i fyra steg som leder till frigörelse och Nirvana.
Tyngdpunkten i detta system är att förstå de tre märkena för existens dukkha, anatta, anicca. Denna tonvikt känns igen i värdet som ges till vipassana över samatha, speciellt i den samtida vipassanarörelsen.

## Influenser från icke-Thervada
Kalupahana noterar att Visuddhimagga innehåller "vissa metafysiska spekulationer, såsom de av Sarvastivadins, Sautrantika, och även Yogacarins. 
Kalupahana kommentarer:
Buddhaghosa var försiktig med att införa några nya idéer i :Mahaviharatraditionen på ett sätt som var alltför uppenbart. Det :tycks inte finnas något tvivel om att Visuddhimagga och :kommentarerna är ett vittnesbörd till förmågan hos en stor :harmoniserig som blandas av gamla och nya idéer utan att väcka :misstankar hos dem som granskar hans arbete.